# 淳于長
淳于 長（じゅんう ちょう、? - 紀元前8年）は、前漢後期の人物。字は子孺。魏郡元城県の出身。成帝の母の王政君の姉の王君俠の子。
皇太后王政君の甥であることから黄門郎となっていたものの、重用されてはいなかった。だが、大将軍の王鳳が病床にあった時に朝から晩まで看病に努めたことで、王鳳は今際の際に淳于長を皇太后と成帝に託した。そこで成帝は淳于長を校尉・諸曹とし、永始元年（紀元前16年）には水衡都尉・侍中となり、永始4年（紀元前13年）には侍中・衛尉となった。
永始元年（紀元前16年）、淳于長は趙飛燕を皇后に立てることに難色を示す皇太后王政君を説得するために皇太后宮を往来し、趙飛燕を皇后にすることができた。これにより淳于長は関内侯を賜り、元延3年（紀元前10年）には定陵侯に封じられた。
彼は人々から大いに信用され、丞相の翟方進を始めとする多くの大臣や太守・刺史と交流があった。贈り物や下賜品は山ほどあり、妻妾を多く蓄えるなど、度を越した贅沢をした。
成帝の最初の皇后である許皇后は廃位され長定宮に置かれていたが、淳于長は未亡人になっていたその姉の許孊を娶った。許皇后は淳于長に再び後宮に地位を得られるよう頼み、金銭を贈った。淳于長は左皇后にすると言った。
そのころ、大司馬・驃騎将軍の王根が辞職を申し出ていたが、その後任は淳于長であると思われていた。王根の兄の子である王莽は淳于長と許皇后の関係を知ると、王根の看病中にそのことを告げた。王根は怒り、王莽に皇太后にそのことを報告させた。皇太后も怒り、成帝に報告させた。成帝は淳于長を罷免した。
淳于長は王根の兄にあたる王立の嫡子の王融を通じて王立に賄賂を贈り、王立に弁護を頼んだが、かつて王立が淳于長を憎んでいたことを知っていた成帝は怪しみ、このことを取り調べさせた。王立は証拠隠滅のため王融を自殺させたが、成帝は更に大事であるのではないかと疑い、淳于長を勅命で尋問させた。淳于長は許皇后の件を自白し、大逆罪となり獄中で死んだ。妻子は合浦に流罪となり、母は魏郡に帰された。王立は長安を追われ、封国に行かされた。許皇后には孔光が使者となって毒薬を賜り、許皇后は自殺した。王根の次の大司馬には王莽が就任した。
その後、淳于長の母や子の淳于酺は長安に戻ったが、淳于酺が罪を得ると王莽は彼を殺害し、家族は魏郡に帰された。